# Conquiztador
Conquiztador (производное от англ. conquistador + quiz) — интеллектуальная онлайн-игра с элементами стратегии, созданная в 2002 году венгерским разработчиком Аттилой Бихари. Для каждой игры сервер случайным образом выбирает тройки участников. В течение ограниченного промежутка времени они отвечают на вопросы из различных областей знаний. В зависимости от скорости и точности ответов они получают очки и возможность «завоевать» части игровой территории (обычно повторяющей контуры их собственной страны). Игра существует на венгерском, немецком, французском, английском, русском, румынском, сербском, болгарском, чешском и итальянском языках.
Игровые поединки бывают четырёх типов: блиц в общей комнате или в комнате для друзей, длинная игра в комнате для друзей и дуэль. Отличие состоит в количестве разыгрываемых территорий, игроков, раундов, а также влиянии на различные показатели силы игрока. Однако по сути все типы игр сводятся к стандартной «битве», под которой понимается один-два вопроса, после ответа на которые могут перераспределяться очки игроков. Результат игры зависит от ответов на вопросы из различных областей знаний за ограниченный промежуток времени. Вопросы бывают 2 типов: на выбор ответа и так называемые квиз-вопросы, где ответом обязательно является число. По ходу игры идёт распределение территорий, каждая из которых имеет свою условную стоимость. Эта стоимость может меняться в течение поединка. Победу одерживает игрок, стоимость территорий которого больше стоимости территорий каждого из соперников (соперника).
Польза от сайта по-разному оценивается учителями и психологами. С одной стороны, вопросы достаточно сложны, и в ходе игры можно приобрести дополнительные знания. С другой стороны, полученные знания могут быть неприменимы в реальной жизни. Более того, отдельные психологи не рекомендуют использовать компьютерные игры и телевидение в качестве образовательных методов.
В 2008 году румынские хакеры создали приложение, позволяющее безошибочно отвечать на задаваемые вопросы. Уязвимость была обнаружена разработчиками игры, после чего было объявлено об уничтожении учётных записей пользователей, использующих приложение. При этом сама игра стала довольно популярной в Румынии, и начиная с момента запуска в ноябре 2007 года в течение нескольких месяцев число уникальных посетителей в день выросло с 12 000 до более 100 000.
Русская версия игры прекратила своё существование в 2013 году.
В данный момент (июль 2015) игра недоступна.
В 2011 году вышла копия игры с обновлённым интерфейсом — Triviador.com. Был затронут дизайн и некоторые игровые элементы, оставив за основу суть игры, а также встречающиеся вопросы. Triviador насчитывает в себе 10 категорий вопросов и более 13 языков (в числе которых — русский).